# BanG Dream! Ave Mujica
《BanG Dream! Ave Mujica》是以武士道的跨媒體製作企劃《BanG Dream!》為原案的電視動畫之一，亦為《BanG Dream! It's MyGO!!!!!》的續篇。於2025年1月至3月在TOKYO MX等電視台播放。
《BanG Dream!》官方YouTube頻道於2025年3月27日宣佈製作本動畫和《BanG Dream! It's MyGO!!!!!》之續作。

## 登場人物
Ave Mujica
- 三角初華／Doloris（聲：佐佐木李子）
- 若葉睦／Mortis（聲：渡瀨結月）
- 八幡海鈴／Timoris（聲：岡田夢以）
- 祐天寺若麥／Amoris（聲：米澤茜）
- 豐川祥子／Oblivionis（聲：高尾奏音）

MyGO!!!!!
- 高松燈（聲：羊宮妃那）
- 長崎爽世（聲：小日向美香）
- 椎名立希（聲：林鼓子）
- 千早愛音（聲：立石凜）
- 要樂奈（聲：青木陽菜）

其他
- 純田真奈（聲：反田葉月）

## 製作人員
參考資料：
- 原作：武士道
- 導演、音響導演：柿本廣大
- 劇本統籌：綾奈由仁子
- 劇本：綾奈由仁子、後藤綠、小川瞳、和場明子、晴日
- 人物原案：一和、植田和幸
- 人物設定：信澤收、
- 動畫人物設定：茶之原拓也、八森優香、Shin Joseph
- CG主管：奥川尚弥
- 模型主管：武内泰久、寺林寛
- 綁骨主管：矢代奈津子、柏木亨
- 色彩設計：北川順子、石橋名結、松下由佳
- 攝影導演：奥村大輔
- 美術導演：山根左帆、對馬里紗
- 美術設計：成田偉保
- 剪輯：日高初美
- 音樂：藤田淳平（Elements Garden）、藤間仁（Elements Garden）
- 音樂製作：武士道音樂（日语：ブシロードミュージック）
- 動畫製片人：松浦裕曉、保住升汰
- 動畫製作：三次元[11]
- 出品：BanG Dream! Project（武士道、TOKYO MX、Good Smile Company、HoriPro International、Ultra Super 影業（日语：ウルトラスーパーピクチャーズ））

## 主題曲、插入曲

### 主題曲
片頭曲KiLLKiSS（第2話—第9話、第11話）
作詞：Diggy-MO'，作曲：長谷川大介、Diggy-MO'，編曲：長谷川大介，演唱：Ave Mujica
第1、9話作為插入曲使用，第12話作為片尾曲使用。
片尾曲Georgette Me, Georgette You（第2話—第9話、第11話）
作詞：Diggy-MO'，作曲、編曲：松坂康司，演唱：Ave Mujica
第12話作為片頭曲使用。

### 插入曲
（第1話）
作詞：，作曲、編曲：藤田淳平，演唱：Morfonica
Ave Mujica（第2話、第9話）
作詞：上松範康、，作曲：上松範康，編曲：藤間仁，演唱：Ave Mujica
（第7話）
作詞：藤原優樹，作曲、編曲：松坂康司，演唱：MyGO!!!!!
（第7話）
作詞：綾奈由仁子，作曲、編曲：藤田淳平，演唱：CRYCHIC
（第7話）
作詞：，作曲、編曲：藤田淳平，演唱：CRYCHIC
（第8話）
作詞：，作曲、編曲：末益涼太，演唱：Pastel*Palettes
Imprisoned XII（第10話）
作詞：Diggy-MO'，作曲、編曲：松坂康司，演唱：Ave Mujica
Crucifix X（第10話）
作詞：Diggy-MO'，作曲、編曲：o-saka，演唱：Ave Mujica
Here, the world!（第11話）
作詞：RUCCA，作曲：TAKAROT、Funk Uchino，編曲：TAKAROT，主唱：sumimi
（第13話）
作詞：藤原優樹，作曲、編曲：，演唱：MyGO!!!!!
（第13話）
作詞：藤原優樹，作曲、編曲：長谷川大介，主唱：MyGO!!!!!
（第13話）
作詞：Diggy-MO'，作曲、編曲：，演唱：Ave Mujica
（第13話）
作詞：Diggy-MO'，作曲、編曲：木下龍平，演唱：Ave Mujica
（第13話）
作詞：Diggy-MO'，作曲、編曲：高橋涼，演唱：Ave Mujica

## 剧集列表
| #1 |  | 後藤綠 綾奈由仁子 | 奧川尚彌          | 古賀公一郎 | 古賀公一郎 | 1月2日  |
| Ave Mujica的人氣正在迅速上升，但祐天寺若麥對演出時戴上面具感到不滿，她建議樂隊成員公開身份，以利用每個人的知名度吸引大衆的目光。豐川祥子拒絕了她的提議，堅持認為應等到最佳的時機才揭開身份，這讓若麥感到不悅。三角初華則向祥子表達感激，感謝她邀請自己加入樂隊並讓二人得以重聚。不久後，祥子接到警方來電，得知其父豐川清告因在公共場合醉酒被拘留，她隨即趕往警局接回父親。途中，她回憶起自己在國中時觀看Morfonica的演出後，萌生了組建CRYCHIC的想法。然而，母親因病去世後，父親因讓家族企業遭到詐欺，而被富有的祖父豐川定治逐出家門。為了照顧父親，祥子選擇放棄財富離開家族，亦不得不退出CRYCHIC。在Ave Mujica即將於日本武道館演出前，父親向祥子發怒，認為女兒的優秀讓他感到自己很沒用，最後憤怒的祥子決心離開他。演唱會當天，對隱藏身份感到厭倦的若麥在舞台上直接公開自己的身份，並揭開了若葉睦與八幡海鈴的面具。在這種壓力下，祥子與初華亦只好跟著公開身份，這一幕令前來觀賞演出的千早愛音與長崎爽世震驚不已。 |  |                   |                   |            |            |         |
| #2 |  | 和場明子          | 梅津朋美          | 鈴木大介   | 小川浩太朗 | 1月9日  |
| 得知祥子加入Ave Mujica後，椎名立希要求愛音不要把這一消息告訴高松燈，但Ave Mujica摘下面具的新聞已經在網絡上引發了極大的關注，燈還是在同學的熱議中得知此事。同時，睦也在學校被爽世質問，最後還是告訴她樂隊的成立者正是祥子。回到錄音棚後，所有MyGO!!!!!成員一同討論了Ave Mujica的情況，燈對祥子感到擔憂，認為她在Ave Mujica的表演彷彿變成了另一個人。另一方面，祥子對於若麥擅自揭露樂隊身份一事感到憤怒。睦身為知名演員和搞笑藝人的女兒身份被公開，因此備受矚目，使她陷入極大的心理壓力。在她的母親邀請樂隊成員來家中作客後，家中原屬於自己的小天地——地下排練室也被公開。隨後，樂隊成員接受訪問以宣傳即將舉行的巡演，神情恍惚的睦一時衝動地說出「不會維持太久的」，這番話立即引發Ave Mujica即將解散的傳聞。由於該事件進一步影響到樂隊形象，若麥與祥子對睦加以責備。接下來的單獨採訪中，睦更被追問各種有關樂隊解散及家庭影響相關的問題，導致壓力更為嚴重，時常無法入睡。另一方面，已離家出走的祥子只能睡在事務所的地板上，初華發現後邀請她到自己家中休息。巡演的首場演唱會開始前，幾乎被壓力壓垮的睦只能扶著牆，大口喘氣趕到現場，但祥子仍在對她強調這次演出極其重要。演出途中，睦突然恐慌發作癱倒在座位上，令觀眾和樂隊成員皆震驚不已。 |  |                   |                   |            |            |         |
| #3 |  | 小川瞳            |                   | 山之口創   | 山之口創   | 1月16日 |
| 面對突發狀況，祥子發揮臨場反應，讓觀眾以為睦的倒下是演出中的一環。事後，睦在幻覺中看見她的樂隊角色「Mortis」主持一場舞台劇，並在其中回顧自己長期以來的內心糾結——她一直活在父母的光環之下，即使在CRYCHIC時期也未能真正展現自我，更將樂隊的解散歸咎為自己不夠好。同時，睦的「演出」在網路上大獲好評，若麥對於睦受到的關注感到嫉妒，於是前往睦家的地下錄音室與她會面，提議二人離開Ave Mujica另組樂隊。然而，睦因為擔心祥子而拒絕若麥的提議。隨後，樂隊成員在排練時討論演出計劃，海鈴提到許多節目方希望睦在未來的表演中「重現」當時癱倒的場面。祥子強烈反對這個提議，若麥則認為應該讓觀衆看到他們想看的場面，而仍然處於心理壓力下的睦遲遲無法回應。此時，Mortis在幻覺中點出，睦正是為了祥子才如此痛苦，但這樣下去會讓自己「壞掉」。在仙台的演唱會上，睦並未重現倒下的場面，這令部分觀眾感到失望。在車站，若麥和祥子因此大吵一架，他們的對話讓睦再次聯想到CRYCHIC解散時的情景。回到東京後，祥子因睦的狀況影響到樂隊運作而對她大發雷霆，控訴她為什麼不願意明確站在自己這邊，導致睦的精神狀態徹底崩潰。為了保護她，Mortis直接接管了睦的身體，在一場電視直播表演中完全壓抑了她的本來意識。 |  |                   |                   |            |            |         |
| #4 |  | 後藤綠            | 森田紘吏          | 森田紘吏   | 遠藤求     | 1月23日 |
| Mortis的演出令Ave Mujica其他成員感到驚訝，不過觀眾的反應十分熱烈，令樂隊的士氣和公眾形象大幅提升。海鈴、若麥和初華對於睦的轉變感到滿意，卻絲毫沒有察覺真正掌控她身體的是Mortis。祥子對睦的變化感到不安，但其他人對此並不在意。在車上，初華告訴Mortis自己很擔心祥子，Mortis則直接將祥子「託付」給初華，令她感到驚喜。在福岡演唱會的彩排中，Mortis突然表示自己無法彈奏結他，令樂隊成員震驚，祥子更當場把她拉出去質問。Mortis向祥子坦承自己的身份，並揭露正是祥子對睦的傷害令她陷入沉睡。這番話令祥子震驚，她將此事告知其他成員，討論樂隊將何去何從。然而樂隊內部的意見嚴重分歧，Mortis聲稱可以用演技折服觀衆，祥子則反對讓Ave Mujica偏離樂隊的本質，若麥對祥子再次辜負觀衆的期望感到不滿，宣言解散樂隊。Mortis突然慌張地向眾人表示Ave Mujica應該繼續走下去，但所有人都抱以沉默。最後，Ave Mujica在福岡的演唱會上正式宣布解散，令Mortis徹底崩潰。 |  |                   |                   |            |            |         |
| #5 |  |                   | 大森大地 鈴木大介 | 大森大地   | 大森大地   | 1月30日 |
| Ave Mujica解散後，樂隊成員各自回歸日常生活，彼此逐漸疏遠。儘管初華曾承諾會一直陪伴在祥子身邊，但祥子最後還是搬離初華的公寓，並選擇回到父親清告身邊，切斷了與初華的聯繫，令初華深感失落。一個月後，祥子的祖父豐川定治主動找上她，希望她返回豐川家宅邸，而祥子最後選擇順從。若麥試圖在演藝界提升自己的知名度，卻時常回想起Mortis的才華，導致內心充滿不安與自卑。而此時，燈也回想起自己與祥子在CRYCHIC時的時光，尤其是當年祥子訣別時對她說的「祝你幸福」這句話，開始思考「幸福」的意義。一日，她悄悄在祥子的儲物櫃裡留下一張字條，寫著「小祥，你幸福嗎？」。然而當祥子看到這張字條時，卻忍不住落淚，最終將紙條揉成一團，寫上「已經夠了」後摔櫃門離開。這一幕恰好被燈看見，她試圖追趕祥子卻摔跤，最後在愛音的幫助下追至豐川家的宅邸。在那裡，燈看到了她與祥子曾經共同彈奏音樂的鋼琴，於是鼓起勇氣對祥子說，希望能再次與她組成樂隊。在片尾，長崎爽世因為聽聞睦失蹤的新聞，並發現她已長時間未曾到校，決定前往她家確認狀況。而當她進入睦的房間時，映入眼簾的是一片狼藉的屋子，散落一地的破玩偶，以及精神異常，拿著芭蕾舞鞋自言自語的Mortis。爽世被Mortis怪異的舉動嚇到摔倒，聽到動靜的Mortis哀求她幫助自己「叫醒小睦」。 |  |                   |                   |            |            |         |
| #6 |  | 和場明子          | 奧川尚彌          | 古賀公一郎 | 古賀公一郎 | 2月6日  |
| 祥子冰冷拒絕了燈「組樂隊」這個試圖想讓她開心的請求，而燈卻因此更擔心她了。鏡頭轉到睦的家裏，Mortis向爽世傾訴她對祥子的種種不滿，並希望透過喚醒睦來彈吉他讓Ave Mujica復活。爽世帶著Mortis來到MyGO!!!!!身邊，在場的要樂奈隨即注意到在睦有著雙重人格的情況。隔天，椎名立希質問海玲有關Ave Mujica解散的事情，而這讓海鈴感到困惑。放學後的RiNG，樂奈彈結他的聲音喚醒了沉睡中的睦。起初Mortis對於睦的甦醒感到高興。但睦在看到Mortis之前在她沈睡時對祥子所做的種種行為後表示不安、希望Mortis能讓她和祥子見面後，Mortis因為兩人理念不合而導致和睦在RiNG門前產生衝突，並被圍觀的眾人上傳到網路上造成瘋傳。當祥子看到睦在門口產生衝突的畫面時，她覺得是因為她睦才「壞掉的」，自己有相對的責任。不過在燈和愛音嘗試去安撫祥子，祥子仍倔強地表示自己對CRYCHIC、Ave Mujica以及睦通通都不在乎後轉身離開。另一方面，選擇違背睦意願的Mortis告訴爽世祥子家的地址。到達祥子家的爽世在意識到祥子退出CRYCHIC的真正理由後，她和MyGO!!!!!等人會合。在那聽到愛音轉述祥子對CRYCHIC、Ave Mujica以及睦的不在乎後，爽世對祥子感到憤怒。 |  |                   |                   |            |            |         |
| #7 |  | 小川瞳            |                   | 鈴木大介   | 小川浩太朗 | 2月13日 |
| 爽世在羽丘女子學園當面質問祥子，並強行將她帶到睦的家，希望她能與睦和解。然而，Mortis堅決不讓祥子見睦，讓祥子深受打擊。儘管Mortis一再阻攔，祥子依然風雨無阻地守候在睦的家門外，懇求再見睦一面。同時，睦不斷地在內心中與Mortis拉扯，懇求Mortis讓她與祥子對話。最後，睦短暫地從Mortis奪回意識，走出家門並與祥子交談。然而對話才剛開始，Mortis便重新掌控身體，將睦帶回屋內。但這次，她真正理解祥子對睦的關心並非虛偽，而是發自內心的真摯情感。不久後，立希和爽世與祥子碰面，三人一同回顧CRYCHIC解散的過往。立希提及睦曾說過自己在CRYCHIC時從未真正開心過，而祥子則澄清，睦其實是因為無法接受自己的吉他演奏水準而感到痛苦，但她一直很重視CRYCHIC。這番話讓Mortis動搖，最後她選擇放手，讓睦重新掌控自己的身體，並與昔日的夥伴和解。隨後眾人一同前往RiNG。燈向衆人展示了自己的歌詞本，裡面是她以祥子的掙扎為啓發而重新編寫的《想要成為人類之歌》歌詞，這首歌是當年兩人初識時，祥子用燈的隨筆即興創作的歌曲。愛音則將自己的吉他交給睦，鼓勵CRYCHIC的成員們再度合奏，透過最後一次共同演出，讓彼此正式告別過去。隨後，五人演奏了《想要成為人類之歌》與《春日影》，這場演奏讓她們得以從創傷中釋懷，真正邁向未來。演出結束後，祥子與睦向MyGO!!!!!道別。準備離開時，兩人遇到了八幡海鈴。海鈴目睹了她們的重聚，內心充滿嫉妒，於是直截了當地要求兩人也與自己重修舊好。 |  |                   |                   |            |            |         |
| #8 |  | 後藤綠            | 森田紘吏          | 森田紘吏   | 山之口創   | 2月20日 |
| 海鈴希望與祥子和睦重組Ave Mujica，但祥子選擇拒絕。海鈴將此事告訴立希後，立希直言海鈴本身讓人難以信任，這番話令她大受打擊。演出結束後的幾天當中，祥子留在睦的家中照顧她，隨後提議與睦一起出去走走，期間睦表示自己希望能讓CRYCHIC復活。然而，Mortis突然奪取身體控制權，要求祥子向睦澄清CRYCHIC早已成為過去，並聲稱睦「從一開始就不存在」。同一時間，若麥正在因舞臺試鏡的問題與睦的母親森美奈美對話。兩人同時得知了睦的多重人格的真相——從兒時起睦就會在無意識中扮演各種角色，「睦」則是她在遇到吉他後留存下來的唯一人格；當睦加入Ave Mujica後，Mortis獲得了睦的「協助者」角色，才得以倖存。因此，重組Ave Mujica是讓Mortis存續的唯一方式。此時，Mortis與睦在內心世界中發生爭執，睦表示Mortis摧毀了一切，自己已不再需要她。另一方面，海鈴因立希的話而感到困擾，於是約若麥見面商討重組Ave Mujica的計劃。海鈴向若麥坦白，自己想要加入樂隊的原因，源於她加入的第一支樂隊因她的過度干涉而解散，儘管她當時認為自己只是在幫助團員。若麥對於是否回歸仍感到猶豫，但表示如果海鈴能說服睦回到Ave Mujica，自己便會考慮加入。隔天，海鈴主動找上Mortis，並帶她到自己的公寓，訓練她模仿彈奏吉他，以使她能夠在舞臺上以假亂真。在花咲川女子學園，初華透過CRYCHIC社群媒體帳號更新的貼文，得知CRYCHIC已經重聚。 |  |                   |                   |            |            |         |
| #9 |  | 和場明子          | 梅津朋美          | 大森大地   | 大森大地   | 2月27日 |
| 當Mortis研究睦的吉他表演風格時，兩人對於應該復活哪支樂隊產生爭執。一日深夜，祥子認為Ave Mujica是睦痛苦的根源，決心不再復活Ave Mujica。為了彌補自己過去對睦的忽視，祥子主動向愛音和燈提出重組CRYCHIC，卻令兩人感到困惑。愛音將此事告知MyGO!!!!!成員，隨後收到初華約她見面的訊息。在見面時，愛音向初華透露CRYCHIC最後的演出以及祥子想要重組CRYCHIC的計畫，使初華十分難過。她隨後急切地請求所屬經紀公司重組Ave Mujica，但遭到拒絕，令她深受打擊。與此同時，若麥因PTSD在一次試鏡中失敗，並察覺自己的網紅人氣正在衰退，心情低落不已。海鈴前來找她討論重新加入Ave Mujica的可能性，然而若麥對海鈴仍然心存疑慮，直接拒絕了她。後來，睦與燈碰見初華，而初華詢問她們有關CRYCHIC復活的事情。睦坦言祥子創立Ave Mujica本就是因為CRYCHIC的解散。初華聞言後大受震撼，她對給自己看歌詞的燈表示這並非CRYCHIC而是MyGO!!!!!的歌詞，睦聞言急切地要她閉嘴，初華一度浮現傷害睦的念頭，然而她立刻被自己的想法嚇到，驚恐離去。隨後，當睦試圖說服燈支持重組CRYCHIC時，Mortis在內心世界裡與睦展開激烈爭執，卻意外將睦推下深淵，導致睦的意識徹底消失，形同「死亡」。不久後，MyGO!!!!!和Ave Mujica的所有成員齊聚RiNG，針對究竟該復活CRYCHIC還是Ave Mujica展開激烈的爭論。祥子堅持要重組CRYCHIC，而爽世則認為她們已無法回到過去，這讓海鈴不禁落淚懇求大家支持Ave Mujica。然而Mortis意識到睦的精神死亡使她無法再以睦的「協助者」存在，開始恐懼自己是否會就此消失。為了生存下去，Mortis決定徹底奪取身體的主導權，偽裝成睦，試圖說服祥子放棄CRYCHIC，然而她的偽裝被要樂奈和若麥識破。 |  |                   |                   |            |            |         |
| #10 |  |                   | 奧川尚彌          | 古賀公一郎 | 古賀公一郎 | 3月6日  |
| 若麥揭穿Mortis假扮睦的行徑後，Mortis當場崩潰落淚，迫使MyGO!!!!!介入勸阻。祥子因痛失睦而情緒崩潰，在若麥與初華詢問是否重組Ave Mujica時憤然離開RiNG。擔心會徹底失去祥子，初華心急如焚地寫下以祥子為靈感的歌詞。若麥無意間看到歌詞後深受觸動，便將其分享給其餘Ave Mujica成員，並親自帶初華前往豐川宅邸找祥子。若麥在宅邸外激烈地譴責祥子，指出她對樂隊的不負責任與偽善，直言Ave Mujica是成員們僅存的動力與希望。語畢，若麥帶著神情哀傷的初華離開，留下陷入沉思的祥子。祥子最終面對自己的過錯，接受若麥的批評，勉強拿起初華的歌詞譜曲，並召集Ave Mujica成員至睦的住處。她宣布將重新復活Ave Mujica，令初華與海鈴喜極而泣。眾人將重聚演出安排於RiNG。演出前，初華對祥子承諾將全心全意奉獻給她，但祥子態度依舊冷淡。若麥則向 Mortis 坦承，儘管她曾因睦與Mortis的表演才能而感到自卑與嫉妒，但她依然敬佩並喜愛她。Ave Mujica的演出如期開始，在音樂與情感的交織中，Mortis在精神世界中與睦最終和解，兩人身影也逐漸淡去並一同消失。演出圓滿落幕後，祥子與初華走出RiNG，卻被定治擋下。他當眾稱呼初華為「初音」，並要求她「回去」，使初華露出不安神情，祥子則大為震驚。 |  |                   |                   |            |            |         |
| #11 |  | 後藤綠            | 山之口創 柿本廣大 | 山之口創   | 山之口創   | 3月13日 |
| 在本集的大部分时间里，初华通过独白向观众讲述了自己的过去，并揭示自己是定治的私生女，本名三角初音。初音的母亲是丰川家在小豆岛别墅的佣人，她在定治妻子去世后生下了初音。初音的母亲意识到，定治入赘丰川家后，这段私情可能会导致他被逐出家门，于是决定在岛上与一位养父一起抚养初音。后来，初音有了一个同母异父的妹妹，名叫初华。尽管有了新的生活，初音依然痛苦不堪，在孤独中长大。后来揭示出是初音侄女的祥子在夏天来岛上探访，初华和她一起玩耍，而初音则被母亲禁止与祥子见面。在祥子离开小豆岛的前一天，初华病倒了。初音违抗母亲的禁令，跑到丰川家的别墅去见祥子。初音假扮成初华，和祥子共度了一天，对她产生了深厚的感情，这份感情后来演变成强烈的、近乎偏执的依恋。 祥子离开小豆岛后不久，初音的养父去世了。初华對想照顧媽媽跟妹妹而忍著不哭的初音說「因為他不是你爸爸，所以你才不難過。」，初音大受打擊，离家出走，前往东京寻找祥子，并在那里加入了sumimi，使用了初华的名字。出道后，初音遇到了清告，请他帮忙联系祥子。清告后来与定治见面，商讨承认初音的存在，但定治要求他对此保密。当她的身份被揭露恰逢清告失势时，初音感到自责，认为自己给祥子带来了痛苦，即使在她同意加入Ave Mujica之后也是如此。回到现在，祥子被定治送回家，定治指示她准备前往瑞士，并且永远不要再联系初音。祥子从心事重重的海铃那里得知初音没有来参加练习，而画面显示初音已经回到了小豆岛。 |  |                   |                   |            |            |         |
| #12 |  | 綾奈由仁子        |                   | 大森大地   | 大森大地   | 3月20日 |
| 祥子被送往瑞士时，她开始思考在自己的人生大部分被他人掌控后，是否还有能力与命运抗争。祥子违抗了定治的命令，前往小豆岛。祥子来到丰川家的别墅，遇到了正在别墅里做看护的初音。初音坦白了自己的真实身份，并为欺骗祥子以及给她带来创伤而道歉。尽管初音感到内疚，祥子还是接受了真实的她，并表示她们不应该被过去束缚。两人一同返回东京。她们偷偷潜入丰川宅邸取回祥子的物品，却被定治撞见。定治要求初音离开，永远不要再与祥子或丰川家有任何瓜葛。对此，祥子指责定治害怕失去他在丰川家的权威地位，并选择离开家族，搬去与初音同住。 祥子和初音回到Ave Mujica乐队的活动中，祥子为初音保守秘密，而初音作为Uika的公开身份得以维持。祥子反思了人生的不确定性，这让她下定决心全身心投入到Ave Mujica中。祥子写信给灯，为将她和MyGO!!!!!乐队卷入Ave Mujica的问题而道歉，并感谢灯用言语安慰她，帮助她找到了决心。祥子向灯承诺会守护Ave Mujica，随后向乐队成员宣布，她将承担起处理她们复出演唱会的责任。接着，她拜访了她们的前经纪公司，要求对方支持乐队的复兴。 |  |                   |                   |            |            |         |
| #13 |  | 小川瞳            | 森田紘吏、        | 山之口創   | 山之口創   | 3月27日 |
| Ave Mujica和MyGO!!!!!在剧院和RiNG分别同时为各自的粉丝举行演出。一方面，MyGO!!!!!唱着她们用生命走向未来的决心，坦诚地表达她们的不足，并持续地理解彼此。与此同时，Ave Mujica唱着她们对自身缺陷以及她们生命和乐队的短暂与不稳定的认知。 在歌曲之间，Ave Mujica的成员表演了一段戏剧叙事，她们的舞台形象从通过特殊的月亮获得意识的被遗弃的玩偶，转变为幸福地生活在天堂的骑士。然而，由于“遗忘女神”Oblivionis的缺席，她们内心深处感到一丝不满，她们等待着女神的归来，帮助她们遗忘烦恼。Doloris降临天堂，恳求遗忘以摆脱她的痛苦，这促使Oblivionis回归并满足骑士们的愿望。Oblivionis宣称，即使其他人遗忘，她也不会遗忘。Ave Mujica随后唱出了她们不愿面对现实，而是选择活在当下，沉浸在她们的幻想中，对乐队岌岌可危的处境视而不见的意愿。当Ave Mujica和MyGO!!!!!都在各自观众的起立鼓掌中结束演出时，睦在手镜的倒影中看到Mortis正对着她微笑，而MyGO!!!!!则手牵着手，一同感谢她们的观众。 |  |                   |                   |            |            |         |

## 播放電視台
| 播放日期             | 播放时间（UTC+9）  | 播放电视台   | 播放地区       | 备注                                               |
| -------------------- | ------------------ | ------------ | -------------- | -------------------------------------------------- |
| 2025年1月2日—3月27日 | 星期四 23:00—23:30 | TOKYO MX     | 东京都         | 参与出品                                           |
| 2025年1月3日—3月28日 | 星期五 0:00—0:30   | BS日本       | 日本全国       | BS广播，《》栏目                                   |
|                      | 星期五 0:30—1:00   | SUN电视台    | 兵库县         |                                                    |
|                      | 星期五 1:00—1:30   | 爱知电视台   | 爱知县         | 第1话播放时间为1:35—2:05                           |
|                      | 星期五 1:20—1:50   | 熊本朝日放送 | 熊本县         |                                                    |
|                      | 星期五 1:31—2:01   | 东日本放送   | 宫城县         |                                                    |
|                      | 星期五 1:35—2:05   | 濑户内电视台 | 冈山县、香川县 |                                                    |
|                      |                    | 爱媛电视台   | 爱媛县         | 第1话播放时间为2:55—3:25                           |
|                      | 星期五 1:40—2:20   | 山形电视台   | 山形县         | 第1话播放时间为4:25—4:55                           |
|                      | 星期五 1:45—2:15   | 新潟电视台21 | 新潟县         | 第1话播放时间为2:10—2:40                           |
|                      | 星期五 1:50—2:20   | 秋田朝日放送 | 秋田县         |                                                    |
|                      | 星期五 1:55—2:25   | 北海道电视台 | 北海道         | 第2话播放时间为2:06—2:36，第3—5话为2:00—2:30       |
|                      |                    | 静岡放送     | 静岡県         | 《スーパーアニメ6区》栏目，首轮播放时间为2:20—2:50 |
|                      | 星期五 1:59—2:29   | 广岛电视台   | 广岛县         |                                                    |
|                      | 星期五 2:15—2:45   | 北陆朝日放送 | 石川县         | 第1话播放时间为3:10—3:40                           |
| 2025年1月6日—3月31日 | 星期一 22:30—23:00 | AT-X         | 日本全国       | CS广播、字幕播放、提供重播                         |

## BD
| 卷數 | 發售日期      | 收錄話數 | 規格編號   |
| ---- | ------------- | -------- | ---------- |
| 上   | 2025年5月28日 | #1—#7    | BRMM-10924 |
| 下   | 2025年5月28日 | #8—#13   | BRMM-10925 |

## 改編漫畫
2024年10月21日，《Comic Growl》宣布將於2025年1月10日連載由所基於《BanG Dream! Ave Mujica》製作的改編漫畫《BanG Dream! Ave Mujica -manuscriptus-》。

### 出版書籍
| 卷數 | 武士道       | 武士道                 |
| 卷數 | 發售日期     | ISBN                   |
| ---- | ------------ | ---------------------- |
| 1    | 2025年2月7日 | ISBN 978-4-04-899665-5 |

## 反响及评价
在该系列播出前，动漫新闻网的克里斯托弗·法里斯（Christopher Farris）表示对其首映非常期待，认为这部作品“有可能比《迷途之子!!!!!》还要更加脱线”，并称赞了片头与片尾动画的表现。评论家史蒂夫·琼斯（Steve Jones）同样期待首播，表示他很想看到剧中的“情感大戏”，以及更多可能的百合元素。Crunchyroll专栏作家尼克·克里默（Nick Creamer）中写道，这部作品“看起来完全有意图变得比《迷途之子!!!!!》更疯狂”。
在动漫新闻网的新番预览中，克里斯托弗·法里斯建议观众在观看本作前先看完《迷途之子!!!!!》，因为他认为若没有前作背景，剧情将难以理解。他提到本作试图以“更具同情心的视角”重塑丰川祥子的形象，使她成为一个更复杂的角色，并称赞了编剧绫奈由仁子的写作，认为这是对《迷途之子!!!!!》的“实至名归的延续”。克里斯托弗·法里斯为动漫新闻网撰写了本作的系列评论。他称赞绫奈的剧本“充满了细腻的小细节”，这些细节在之后构筑了强有力的剧情和角色发展，同时也让反复观看变得值得。他指出，丰川祥子的过去“比起初看上去更加复杂而模糊”，认为本作的核心主题围绕着满足、自我关怀，以及“无私与自我毁灭之间的界线”。他还称赞了三次元的动画制作。在第4与第5集的评论中，克里斯托弗·法里斯将Ave Mujica乐队的成员形容为“一群迫切需要心理治疗的问题青少年”，指出本作“非常有趣”，但是一种黑色幽默的方式。他赞扬了导演森田宏幸的执导表现，不过对Crunchyroll外包翻译公司的字幕则持保留意见。
该系列在2025年2月播出期间，在Dengeki Online 的读者投票中被评为2025年冬季最受欢迎的动画作品。不过第七集在中国观众间引发热议，剧中乐队Crychic的命运转折与叙事重心的转移导致观众评价呈现两极分化态势。

## 脚注

## 外部連結
- 動畫《BanG Dream! Ave Mujica》官方網站（日語）
- 動畫《BanG Dream! Ave Mujica》的X（前Twitter）
- YouTube上的動畫《BanG Dream! Ave Mujica》官方頻道